# Siti di interesse comunitario della Calabria
Sono inoltre presenti nella regione Calabria siti di importanza comunitaria, località di rilevante interesse ambientale in ambito CEE riferiti alla regione biogeografica mediterranea". Le località, definite con l'acronimo SIC, sono state proposte sulla base del Decreto 25/3/2005, pubblicato sulla Gazzetta Ufficiale della Repubblica Italiana n. 157 dell'8 luglio 2005 e predisposto dal Ministero dell'Ambiente e della Tutela del Territorio e del Mare ai sensi della direttiva CEE  .

## Provincia di Catanzaro
| Definizione dell'area       | Immagine | Codice Natura 2000 | Sup. (ha) | Coordinate                  | Note                                    |
| --------------------------- | -------- | ------------------ | --------- | --------------------------- | --------------------------------------- |
| Boschi di Decollatura       |          | IT9330113          | 101       | 39°02′51″N 16°19′52″E       |                                         |
| Colle del Telegrafo         |          | IT9330128          | 376       | 39°06′53″N 16°36′38″E       |                                         |
| Colle Poverella             |          | IT9330116          | 190       | 39°05′15″N 16°33′12″E       | Compresa nel Parco nazionale della Sila |
| dune dell'Angitola          |          | IT9330089          | 383       | 38°48′55″N 16°13′03″E       |                                         |
| dune di Guardavalle         |          | IT9330108          | 34        | 38°29′34″N 16°34′46″E       |                                         |
| dune di Isca                |          | IT9330107          | 18        | 38°36′04″N 16°33′58″E       |                                         |
| Foce del Crocchio - Cropani |          | IT9330105          | 37        | 38°54′46″N 16°49′31″E       |                                         |
| Lago La Vota                |          | IT9330087          | 297       | 38°56′22.92″N 16°11′21.84″E |                                         |
| Madama Lucrezia             |          | IT9330109          | 456       | 38°59′51″N 16°49′18″E       |                                         |
| Monte Contrò                |          | IT9330124          | 101       | 39°00′42″N 16°22′34″E       |                                         |
| Monte Gariglione            |          | IT9330114          | 608       | 39°08′25″N 16°39′37″E       |                                         |
| Oasi di Scolacium           |          | IT9330098          | 75        | 38°47′19″N 16°35′07″E       |                                         |
| palude di Imbutillo         |          | IT9330088          | 33        | 38°49′48.41″N 16°13′25″E    |                                         |
| pinete del Roncino          |          | IT9330117          | 1701      | 39°04′48″N 16°35′46″E       | Compresa nel Parco nazionale della Sila |
| Scogliera di Staletti       |          | IT9330184          | 21        | 38°45′37″N 16°34′15″E       |                                         |
| Torrente Soleo              |          | IT9330125          | 451       | 39°06′52″N 16°39′02″E       | Compresa nel Parco nazionale della Sila |
| Valle Uria                  |          | IT9330185          | 159       | 38°59′24″N 16°41′47.04″E    |                                         |

## Provincia di Cosenza
| Definizione dell'area                     | Immagine | Codice Natura 2000 | Sup. (ha) | Coordinate                  | Note                                                                     |
| ----------------------------------------- | -------- | ------------------ | --------- | --------------------------- | ------------------------------------------------------------------------ |
| Acqua di Faggio                           |          | IT9310077          | 97        | 39°19′11″N 16°25′07″E       | Compresa nel Parco nazionale della Sila                                  |
| Arnocampo                                 |          | IT9310081          | 359       | 39°20′26″N 16°37′11″E       | Compresa nel Parco nazionale della Sila                                  |
| Bosco di Gallopane                        |          | IT9310070          | 178       | 39°24′40″N 16°34′18″E       | Compresa nel Parco nazionale della Sila                                  |
| Bosco di Mavigliano                       |          | IT9310056          | 494       | 39°23′08″N 16°12′49″E       |                                                                          |
| Bosco Fallistro                           |          | IT9310080          | 6.51      | 39°19′27″N 16°28′02″E       |                                                                          |
| Carlomagno                                |          | IT9310130          | 33        | 39°16′51″N 16°34′23″E       | Compresa nel Parco nazionale della Sila                                  |
| Casoni di Sibari                          |          | IT9310052          | 504       | 39°44′03″N 16°29′04″E       |                                                                          |
| cima del Monte Dolcedorme                 |          | IT9310006          | 64        | 39°53′44.84″N 16°12′41.08″E |                                                                          |
| cima del Monte Pollino                    |          | IT9310005          | 97        | 39°54′09.26″N 16°11′17.29″E |                                                                          |
| Cozzo del Pellegrino                      |          | IT9310021          | 53        | 39°44′38″N 16°01′03″E       |                                                                          |
| Cozzo del Principe                        |          | IT9310079          | 249       | 39°23′26″N 16°35′16″E       | Compresa nel Parco nazionale della Sila                                  |
| Crello                                    |          | IT9310059          | 3.27      | 39°34′31″N 16°02′11″E       |                                                                          |
| dune di Camigliano                        |          | IT9310051          | 88        | 39°33′54″N 16°49′43″E       |                                                                          |
| Fagosa-Timpa dell'Orso                    |          | IT9310014          | 1413      | 39°53′39.11″N 16°14′58.45″E |                                                                          |
| Farnito di Corigliano Calabro             |          | IT9310049          | 132       | 39°34′31″N 16°29′16″E       |                                                                          |
| Fiumara Avena                             |          | IT9310043          | 965       | 39°55′19″N 16°31′27″E       |                                                                          |
| Fiumara Saraceno                          |          | IT9310042          | 1047      | 39°52′31″N 16°28′42″E       |                                                                          |
| Fiumara Trionto                           |          | IT9310047          | 2438      | 39°33′29″N 16°44′42″E       |                                                                          |
| Fiume Rosa                                |          | IT9310027          | 943       | 39°40′20″N 15°58′48″E       |                                                                          |
| Foce del Fiume Crati                      |          | IT9310044          | 226       | 39°42′55″N 16°31′23″E       |                                                                          |
| Fondali Crosia-Pietrapaola-Cariati        |          | IT9310048          | 4395      | 39°33′58″N 16°52′17″E       |                                                                          |
| Fondali di Capo Tirone                    |          | IT9310033          | 101       | 39°37′13″N 15°50′40″E       |                                                                          |
| Fondali Isola di Cirella-Diamante         |          | IT9310036          | 324       | 39°41′27″N 15°48′24″E       |                                                                          |
| Fondali Isola di Dino-Capo Scalea         |          | IT9310035          | 399       | 39°51′40″N 15°47′08″E       |                                                                          |
| Fondali Scogli di Isca                    |          | IT9310039          | 72        | 39°08′51″N 16°03′21″E       |                                                                          |
| Fonte Cardillo                            |          | IT9310020          | 384       | 39°46′06″N 16°02′44″E       |                                                                          |
| Foresta di Cinquemiglia                   |          | IT9310063          | 394       | 39°26′21″N 16°04′07″E       |                                                                          |
| Foresta di Serra Nicolino-Piano d'Albero  |          | IT9310065          | 201       | 39°29′17″N 16°03′25″E       | Corrisponde in parte alla Riserva naturale Serra Nicolino Piano d'Albero |
| Foreste Rossanesi                         |          | IT9310067          | 4348      | 39°33′09″N 16°34′47″E       |                                                                          |
| Gole del Raganello                        |          | IT9310017          | 228       | 39°50′32″N 16°19′07″E       |                                                                          |
| Il Lago (nella Fagosa)                    |          | IT9310015          | 2.76      | 39°54′17″N 16°14′19″E       |                                                                          |
| Isola di Cirella                          |          | IT9310037          | 6.63      | 39°41′56″N 15°48′06″E       |                                                                          |
| Isola di Dino                             |          | IT9310034          | 35        | 39°52′24″N 15°46′27″E       |                                                                          |
| Juri Vetere Soprano                       |          | IT9310126          | 61        | 39°16′50″N 16°37′48″E       | Compresa nel Parco nazionale della Sila                                  |
| La Montea                                 |          | IT9310029          | 203       | 39°39′43″N 15°56′44″E       |                                                                          |
| La Petrosa                                |          | IT9310008          | 350       | 39°51′16″N 16°13′53″E       |                                                                          |
| Laghi di Fagnano                          |          | IT9310060          | 19        | 39°32′58″N 16°01′16″E       |                                                                          |
| Laghicello                                |          | IT9310061          | 1.61      | 39°25′31″N 16°05′07″E       |                                                                          |
| Lago di Tarsia                            |          | IT9310055          | 426       | 39°36′19″N 16°17′27″E       | Corrisponde alla Riserva naturale Tarsia                                 |
| Macchia della Bura                        |          | IT9310045          | 68        | 39°36′00″N 16°47′57″E       |                                                                          |
| Macchia Sacra                             |          | IT9310073          | 67        | 39°18′23″N 16°25′48″E       | Compresa nel Parco nazionale della Sila                                  |
| Monte Caloria                             |          | IT9310062          | 64        | 39°33′18″N 16°01′44″E       |                                                                          |
| Monte Cocuzzo                             |          | IT9310064          | 45        | 39°13′19″N 16°08′05″E       |                                                                          |
| Monte Curcio                              |          | IT9310075          | 3.02      | 39°18′41″N 16°25′30″E       |                                                                          |
| Monte La Caccia                           |          | IT9310030          | 188       | 39°39′08″N 15°54′53″E       |                                                                          |
| Monte Sparviere                           |          | IT9310019          | 280       | 39°55′46.87″N 16°21′15.81″E |                                                                          |
| Montegiordano Marina                      |          | IT9310040          | 8.23      | 40°01′40″N 16°36′19″E       |                                                                          |
| Nocelleto                                 |          | IT9310127          | 83        | 39°14′55″N 16°33′29″E       | Compresa nel Parco nazionale della Sila                                  |
| Orto Botanico - Università della Calabria |          | IT9310057          | 8.06      | 39°21′32″N 16°13′48″E       |                                                                          |
| palude del Lago Ariamacina                |          | IT9310072          | 151       | 39°19′45″N 16°32′30″E       | Compresa nel Parco nazionale della Sila                                  |
| Pantano della Giumenta                    |          | IT9310058          | 12        | 39°34′50″N 16°00′16″E       |                                                                          |
| Piano di Marco                            |          | IT9310022          | 263       | 39°41′48″N 16°00′41″E       |                                                                          |
| Pianori di Macchialonga                   |          | IT9310084          | 349       | 39°21′46″N 16°36′28″E       |                                                                          |
| pineta del Cupone                         |          | IT9310083          | 758       | 39°22′03″N 16°33′46″E       |                                                                          |
| pineta di Camigliatello                   |          | IT9310076          | 72        | 39°20′01″N 16°26′24″E       |                                                                          |
| pinete di Montegiordano                   |          | IT9310041          | 186       | 40°01′48.84″N 16°31′18.51″E |                                                                          |
| Pollinello-Dolcedorme                     |          | IT9310003          | 140       | 39°53′28″N 16°12′02″E       |                                                                          |
| Pozze Boccatore/Bellizzi                  |          | IT9310011          | 31        | 39°55′46″N 16°16′16″E       |                                                                          |
| Rupi del Monte Pollino                    |          | IT9310004          | 25        | 39°54′17.95″N 16°10′55.08″E |                                                                          |
| S. Salvatore                              |          | IT9310082          | 579       | 39°21′51″N 16°41′04″E       |                                                                          |
| Scogliera dei Rizzi                       |          | IT9310038          | 12        | 39°32′17″N 15°54′02″E       |                                                                          |
| Secca di Amendolara                       |          | IT9310053          | 611       | 39°51′58.55″N 16°43′55.47″E |                                                                          |
| Serra del Prete                           |          | IT9310002          | 138       | 39°54′45.18″N 16°09′21.91″E |                                                                          |
| Serra delle Ciavole-Serra di Crispo       |          | IT9310013          | 55        | 39°55′03.4″N 16°13′12.06″E  |                                                                          |
| Serra Stella                              |          | IT9310085          | 354       | 39°18′57″N 16°23′39″E       | Compresa nel Parco nazionale della Sila                                  |
| Serrapodolo                               |          | IT9310032          | 1305      | 39°40′31″N 15°55′23″E       |                                                                          |
| Stagno di Timpone di Porace               |          | IT9310010          | 1.57      | 39°52′14″N 16°18′09″E       |                                                                          |
| Timpa di S.Lorenzo                        |          | IT9310012          | 150       | 39°54′15″N 16°17′22″E       |                                                                          |
| Timpone della Capanna                     |          | IT9310001          | 29        | 39°54′00.1″N 16°08′20.38″E  |                                                                          |
| Timpone della Carcara                     |          | IT9310074          | 193       | 39°17′43″N 16°26′48″E       | Compresa nel Parco nazionale della Sila                                  |
| Timpone di Porace                         |          | IT9310009          | 45        | 39°53′02″N 16°18′03″E       |                                                                          |
| Torrente Celati                           |          | IT9310054          | 16        | 39°33′56.53″N 16°38′17.92″E |                                                                          |
| Valle del Fiume Abatemarco                |          | IT9310028          | 2231      | 39°44′47″N 15°58′30″E       |                                                                          |
| Valle del Fiume Argentino                 |          | IT9310023          | 4295      | 39°48′01″N 15°57′09″E       |                                                                          |
| Valle del Fiume Esaro                     |          | IT9310031          | 174       | 39°37′52″N 15°57′49″E       |                                                                          |
| Valle del Fiume Lao                       |          | IT9310025          | 1725      | 39°50′48″N 15°53′47″E       |                                                                          |
| Valle Piana-Valle Cupa                    |          | IT9310007          | 248       | 39°52′14″N 16°12′54″E       |                                                                          |
| Vallone Freddo                            |          | IT9310071          | 187       | 39°22′28″N 16°34′13″E       |                                                                          |
| Vallone S. Elia                           |          | IT9310068          | 440       | 39°32′08″N 16°41′41″E       |                                                                          |
| Varconcello di Mongrassano                |          | IT9310066          | 52        | 39°31′56″N 16°04′25″E       |                                                                          |

## Provincia di Crotone
| Definizione dell'area                  | Immagine | Codice Natura 2000 | Sup. (ha) | Coordinate                  | Note                                                                  |
| -------------------------------------- | -------- | ------------------ | --------- | --------------------------- | --------------------------------------------------------------------- |
| Capo Colonna                           |          | IT9320101          | 29        | 39°01′31″N 17°12′20″E       |                                                                       |
| Capo Rizzuto                           |          | IT9320103          | 12        | 38°53′47″N 17°05′49″E       |                                                                       |
| Colline di Crotone                     |          | IT9320104          | 607       | 39°02′22″N 17°08′19″E       |                                                                       |
| dune di Marinella                      |          | IT9320100          | 81        | 39°25′27.91″N 17°04′07.17″E |                                                                       |
| dune di Sovereto                       |          | IT9320102          | 104       | 38°55′18″N 17°03′34″E       |                                                                       |
| Fiume Lepre                            |          | IT9320123          | 258       | 39°13′02″N 16°50′09″E       |                                                                       |
| Fiume Lese                             |          | IT9320122          | 1240      | 39°14′35″N 16°50′27″E       |                                                                       |
| Fiume Tacina                           |          | IT9320129          | 1202      | 39°09′08″N 16°42′40″E       |                                                                       |
| Foce Neto                              |          | IT9320095          | 583       | 39°12′01″N 17°08′34″E       | Compresa nella ZPS Marchesato e Fiume Neto                            |
| Fondali da Crotone a Le Castella       |          | IT9320097          | 5209      | 38°58′56″N 17°10′47″E       | Parzialmente compresa nell'Area naturale marina protetta Capo Rizzuto |
| Fondali di Gabella Grande              |          | IT9320096          | 484       | 39°07′45″N 17°07′35″E       |                                                                       |
| Fondali di Stalettì                    |          | IT9320185          | 46        | 38°45′28″N 16°34′20″E       |                                                                       |
| Monte Femminamorta (Sila)              |          | IT9320115          | 722       | 39°06′34″N 16°40′17″E       | Compresa nel Parco nazionale della Sila                               |
| Monte Fuscaldo                         |          | IT9320110          | 2827      | 39°06′50″N 16°53′29″E       | Compresa nella ZPS Marchesato e Fiume Neto                            |
| Murgie di Strongoli                    |          | IT9320112          | 709       | 39°15′42″N 17°00′53″E       | Compresa nella ZPS Marchesato e Fiume Neto                            |
| Pescaldo                               |          | IT9320050          | 73        | 39°20′31″N 16°56′45″E       | Compresa nella ZPS Marchesato e Fiume Neto                            |
| Stagni sotto Timpone San Francesco     |          | IT9320046          | 12        | 39°02′14″N 16°56′48″E       |                                                                       |
| Steccato di Cutro e Costa del Turchese |          | IT9320106          | 258       | 38°55′48″N 16°53′12″E       |                                                                       |
| Timpa di Cassiano- Belvedere           |          | IT9320111          | 701       | 39°14′22″N 16°54′37″E       | Compresa nella ZPS Marchesato e Fiume Neto                            |

## Provincia di Reggio Calabria
| Definizione dell'area                                    | Immagine | Codice Natura 2000 | Sup. (ha) | Coordinate                  | Note                                                                  |
| -------------------------------------------------------- | -------- | ------------------ | --------- | --------------------------- | --------------------------------------------------------------------- |
| Alica                                                    |          | IT9350179          | 231       | 37°59′33″N 16°01′01″E       |                                                                       |
| Bosco di Rudina                                          |          | IT9350159          | 213       | 38°02′48″N 16°04′45″E       |                                                                       |
| Bosco di Stilo - Bosco Archiforo                         |          | IT9350121          | 4704      | 38°31′15″N 16°22′14″E       | Quasi integralmente compreso nel Parco naturale regionale delle Serre |
| Calanchi di Maro Simone                                  |          | IT9350138          | 64        | 37°55′39″N 15°46′40″E       |                                                                       |
| Calanchi di Palizzi Marina                               |          | IT9350144          | 1109      | 37°55′18″N 16°00′27″E       |                                                                       |
| Canolo Nuovo, Zomaro, Zillastro                          |          | IT9350134          | 483       | 38°19′08″N 16°07′41″E       | Integralmente compreso nel Parco nazionale dell'Aspromonte            |
| Capo dell'Armi                                           |          | IT9350140          | 69        | 37°57′20″N 15°40′56″E       |                                                                       |
| Capo S. Giovanni                                         |          | IT9350141          | 341       | 37°55′32″N 15°56′10″E       |                                                                       |
| Capo Spartivento                                         |          | IT9350142          | 365       | 37°55′41″N 16°03′32″E       |                                                                       |
| Collina di Pentimele                                     |          | IT9350139          | 123       | 38°08′02″N 15°40′32″E       |                                                                       |
| Contrada Fossia (Maropati)                               |          | IT9350169          | 15        | 38°26′38″N 16°06′25″E       |                                                                       |
| Contrada Gornelle                                        |          | IT9350150          | 83        | 38°08′27″N 15°49′09″E       | Integralmente compreso nel Parco nazionale dell'Aspromonte            |
| Contrada Scala                                           |          | IT9350180          | 740       | 38°07′54″N 15°54′41″E       | Integralmente compreso nel Parco nazionale dell'Aspromonte            |
| Costa Viola e Monte S. Elia                              |          | IT9350158          | 446       | 38°20′23″N 15°50′03″E       |                                                                       |
| Fiumara Amendolea (incluso Roghudi, Chorio e Rota Greco) |          | IT9350145          | 788       | 37°57′45″N 15°53′56″E       |                                                                       |
| Fiumara Buonamico                                        |          | IT9350146          | 1111      | 38°08′08″N 16°05′09″E       |                                                                       |
| Fiumara Careri                                           |          | IT9350182          | 311       | 38°10′58″N 16°04′28″E       |                                                                       |
| Fiumara di Melito                                        |          | IT9350132          | 184       | 37°56′39″N 15°47′26″E       |                                                                       |
| Fiumara di Palizzi                                       |          | IT9350148          | 103       | 37°56′25″N 15°58′57″E       |                                                                       |
| Fiumara Laverde                                          |          | IT9350147          | 546       | 38°03′53″N 16°04′26″E       |                                                                       |
| Fondali da Punta Pezzo a Capo dell'Armi                  |          | IT9350172          | 1812      | 38°04′32″N 15°37′53″E       |                                                                       |
| Fondali di Scilla                                        |          | IT9350173          | 274       | 38°15′33″N 15°42′50″E       |                                                                       |
| Fosso Cavaliere (Cittanova)                              |          | IT9350168          | 20        | 38°20′59″N 16°05′52″E       |                                                                       |
| Montalto                                                 |          | IT9350155          | 312       | 38°09′35″N 15°54′52″E       | Integralmente compreso nel Parco nazionale dell'Aspromonte            |
| Monte Basilicò -Torrente Listi                           |          | IT9350133          | 326       | 38°09′05″N 15°50′31″E       | Integralmente compreso nel Parco nazionale dell'Aspromonte            |
| Monte Campanaro                                          |          | IT9350176          | 245       | 38°21′52″N 16°06′58″E       |                                                                       |
| Monte Embrisi e Monte Torrione                           |          | IT9350181          | 428       | 38°01′52.47″N 15°46′27.83″E |                                                                       |
| Monte Fistocchio e Monte Scorda                          |          | IT9350153          | 454       | 38°12′03″N 15°58′52″E       | Integralmente compreso nel Parco nazionale dell'Aspromonte            |
| Monte Scrisi                                             |          | IT9350177          | 327       | 38°14′01″N 15°42′30″E       |                                                                       |
| Monte Tre Pizzi                                          |          | IT9350174          | 178       | 38°15′26″N 16°09′04″E       | Integralmente compreso nel Parco nazionale dell'Aspromonte            |
| Pantano Flumentari                                       |          | IT9350151          | 88        | 38°12′15″N 15°49′51″E       |                                                                       |
| Pentidattilo                                             |          | IT9350131          | 104       | 37°57′17″N 15°45′46″E       |                                                                       |
| Piani di Zervò                                           |          | IT9350152          | 167       | 38°13′49″N 15°59′28″E       |                                                                       |
| Piano Abbruschiato                                       |          | IT9350175          | 246       | 38°15′43″N 16°03′45″E       | Integralmente compreso nel Parco nazionale dell'Aspromonte            |
| Pietra Cappa - Pietra Lunga - Pietra Castello            |          | IT9350163          | 625       | 38°10′07″N 16°01′49″E       | Integralmente compreso nel Parco nazionale dell'Aspromonte            |
| Prateria                                                 |          | IT9350137          | 650       | 38°28′10″N 16°11′13″E       |                                                                       |
| Saline Joniche                                           |          | IT9350143          | 30        | 37°56′05″N 15°43′04″E       |                                                                       |
| Sant'Andrea                                              |          | IT9350149          | 37        | 38°07′22″N 15°41′58″E       |                                                                       |
| Scala-Lemmeni                                            |          | IT9350170          | 53        | 38°13′26″N 15°54′21″E       |                                                                       |
| Serro d'Ustra e Fiumara Butrano                          |          | IT9350178          | 2045      | 38°06′56″N 16°01′19″E       |                                                                       |
| Spiaggia di Brancaleone                                  |          | IT9350160          | 1585      | 37°56′51″N 16°05′21.12″E    |                                                                       |
| Spiaggia di Catona                                       |          | IT9350183          | 6.96      | 38°11′09.2″N 15°38′06.91″E  |                                                                       |
| Spiaggia di Pilati                                       |          | IT9350171          | 8.26      | 37°55′08″N 15°48′05″E       |                                                                       |
| Torrente Ferraina                                        |          | IT9350157          | 438       | 38°07′45″N 15°57′11″E       | Integralmente compreso nel Parco nazionale dell'Aspromonte            |
| Torrente Lago                                            |          | IT9350161          | 165       | 38°15′08″N 15°57′19″E       |                                                                       |
| Torrente Menta                                           |          | IT9350154          | 516       | 38°07′11″N 15°53′07″E       | Integralmente compreso nel Parco nazionale dell'Aspromonte            |
| Torrente Portello                                        |          | IT9350165          | 30        | 38°16′01″N 15°50′14″E       |                                                                       |
| Torrente S. Giuseppe                                     |          | IT9350162          | 24        | 38°15′31″N 15°48′50″E       |                                                                       |
| Torrente Vasi                                            |          | IT9350164          | 250       | 38°13′08″N 15°53′11″E       |                                                                       |
| Vallata del Novito e Monte Mutolo                        |          | IT9350135          | 491       | 38°17′32″N 16°14′02″E       |                                                                       |
| Vallata dello Stilaro                                    |          | IT9350136          | 669       | 38°27′37″N 16°30′44″E       |                                                                       |
| Valle Moio (Delianova)                                   |          | IT9350167          | 41        | 38°14′28″N 15°53′54″E       |                                                                       |
| Vallone Cerasella                                        |          | IT9350156          | 256       | 38°16′13″N 16°05′48″E       | Integralmente compreso nel Parco nazionale dell'Aspromonte            |
| Vallone Fusolano (Cinquefrondi)                          |          | IT9350166          | 26        | 38°24′21″N 16°07′18″E       |                                                                       |

## Provincia di Vibo Valentia
| Definizione dell'area                 | Immagine | Codice Natura 2000 | Sup. (ha) | Coordinate            | Note                                                            |
| ------------------------------------- | -------- | ------------------ | --------- | --------------------- | --------------------------------------------------------------- |
| Bosco Santa Maria                     |          | IT9340118          | 806       | 38°33′13″N 16°17′57″E | Compresa integralmente nel Parco naturale regionale delle Serre |
| Fiumara di Brattirò (Valle Ruffa)     |          | IT9340090          | 963       | 38°38′12″N 15°54′09″E |                                                                 |
| Fondali Capo Cozzo - S. Irene         |          | IT9340094          | 1058      | 38°43′26″N 15°58′41″E |                                                                 |
| Fondali di Capo Vaticano              |          | IT9340093          | 802       | 38°37′13″N 15°49′18″E |                                                                 |
| Fondali di Pizzo Calabro              |          | IT9340092          | 1216      | 38°44′43″N 16°09′33″E |                                                                 |
| Lacina                                |          | IT9340120          | 326       | 38°35′32″N 16°24′25″E | Compresa integralmente nel Parco naturale regionale delle Serre |
| Lago dell'Angitola                    |          | IT9340086          | 987       | 38°44′35″N 16°14′25″E |                                                                 |
| Marchesale                            |          | IT9340119          | 1545      | 38°31′25″N 16°15′19″E | Corrisponde in parte alla Riserva naturale Marchesale           |
| Zona costiera fra Briatico e Nicotera |          | IT9340091          | 779       | 38°37′15″N 15°49′41″E |                                                                 |